# Playa Cuberris
Playa Cuberris es una banda madrileña de rock, liderada por Pedro Girón Cueto

## Biografía
En octubre de 2013, Playa Cuberris publica su primer álbum: “Bienvenidos a Ningún Lugar”, producido en Westline Studios por Juan Blas, antiguo líder de Nothink. 
En febrero de 2017, Playa Cuberris da a luz su segundo trabajo de estudio "Entrar a Matar" (Entrebotones), producido por Eduardo Molina y mezclado por José Caballero en los estudios Neo Music Box. Su segundo álbum embarcó a la banda en una dilatada gira de presentación que les ha llevado a recorrer todos los rincones del país, a pisar los escenarios de numerosos festivales como Mad Cool y Sonorama y a celebrar su fin de gira en una Joy Eslava a rebosar.
En octubre de 2020 salió a la venta "Gigantes" (Warner Music), su nuevo álbum producido por Nigel Walker y Chapo González, tras haber fichado por la discográfica Warner Music Spain. 
Nominados a los Premios Odeón 2021 como “Artista Revelación Rock”, Playa Cuberris colgó el cartel de “Sold Out” el 27 de octubre en La Riviera, presentando “Gigantes”.

## Miembros
- Pedro Girón: voz y compositor
- Álvaro Fernández: guitarra
- Daniel Sánchez: batería
- Roy Santana: bajo
- Álex Vallejo: guitarra